# Decodon verticillatus
Decodon es un género monotípico de plantas con flores perteneciente a la familia Lythraceae.  Su única especie: Decodon verticillatus (L.) Elliott, es originaria de Norteamérica. Fue descrito por  Johann Friedrich Gmelin y publicado en  Systema Naturae . . . editio decima tertia, aucta, reformata 2: 656, 677 en el año 1791.

## Descripción
Es un arbusto perennifolio con tallos leñosos que alcanza  los 60-250 cm de altura. Las hojas son lanceoladas de 5-15 cm de largo. Los pétalos son de color púrpura.
La floración es de julio a septiembre.

## Distribución y hábitat
Se encuentra en las regiones cálidas a templadas del este de América del Norte se aparece en pantanos y lagunas poco profundas.

## Ecología
La planta es el alimento de las larvas de la polilla Eudryas brevipennis.

## Sinonimia
- Lythrum verticillatum L. basónimo